# مری سی. مک‌کال جونیور
مری سی. مک‌کال جونیور (انگلیسی: Mary C. McCall Jr.؛ ۴ آوریل ۱۹۰۴ – ۳ آوریل ۱۹۸۶) فیلم‌نامه‌نویس اهل ایالات متحده آمریکا بود.

## گزیدهٔ فیلم‌شناسی
- مدرسه هنرپیشگی (۱۹۳۸)
- پُر مشغله (۱۹۳۶)
- زن سرخ‌پوش (۱۹۳۵)
- رؤیای شب نیمه تابستان (۱۹۳۵)